# Big Horn, Wyoming
Artikeln behandlar orten i Sheridan County, Wyoming. För countyt i Wyoming, se Big Horn County, Wyoming. För bergskedjan, se Bighorn Mountains. För floden, se Bighorn River.
Big Horn, tidigare även känt som Big Horn City, är en ort (census-designated place) i Sheridan County i norra delen av den amerikanska delstaten Wyoming. Orten är belägen omkring 15 kilometer söder om countyts huvudort Sheridan. Befolkningen uppgick till 490 invånare vid 2010 års federala folkräkning.

## Geografi
Big Horn ligger vid vattendraget Little Goose Creek, i en floddal vid de östra sluttningarna av bergskedjan Bighorn Mountains.

## Historia
Genom området löpte under 1860-talet Bozemanleden, en nybyggarled som sammanband Oregonledens rutt från Missourifloden med guldfälten i Montanaterritoriet. Leden var utsatt för angrepp från Lakotakrigare under Red Cloud, och som skydd för leden anlades Fort Phil Kearny längre söderut vid Piney Creek. Genom nederlaget i Red Cloud-kriget och fördraget i Fort Laramie 1868 kom dock USA:s regering att tillfälligt ge upp territoriet i Powder Rivers bäcken, och fortet övergavs och brändes.
Buffeljägaren Oliver Perry Hanna blev den första nybyggaren att slå sig ned i närheten av nuvarande Big Horn 1878.
Orten döptes till Big Horn City (eller kort Big Horn) av de första nybyggarna, efter bergskedjan Bighorn Mountains väster om orten. Postkontoret öppnades 4 juni 1879 som orten Big Horn, tillhörande Pease County, som senare samma år döptes om till Johnson County. 
1882 grundades en större bosättning på platsen. Under slutet av 1880-talet hade orten uppåt tusen invånare och konkurrerade med Sheridan om rollen som countyts säte, men Sheridan valdes slutligen. När det 1891 blev känt att järnvägen skulle byggas genom Sheridan längre norrut kom stora delar av Big Horn Citys befolkning och näringsverksamheter att flytta dit, och 1893 färdigställdes järnvägslinjen. Sedan dess har Big Horn haft en roll som mindre satellitsamhälle till Sheridan.
1888 bröts Sheridan County, som Big Horn fortfarande tillhör idag, ut ur Johnson County. Mellan 1895 och 1905 var den officiella stavningen Bighorn innan man återgick till det tidigare Big Horn.
I slutet av 1800-talet blev hästpolo en populär sport bland traktens ranchägare, efter att sporten introducerats av brittiska arméofficerare som tjänstgjort i Brittiska Indien, och orten har fortfarande en aktiv poloklubb.
Big Horn besöktes privat av drottning Elizabeth II i oktober 1984, i samband med ett besök på en ranch tillhörande vänner till kungafamiljen, vilket som ett sällsynt besök av en utländsk dignitär i en liten ort i den amerikanska västern uppmärksammades i nationella nyhetsmedier.